# Ponte dell'Abbadia
De Ponte dell'Abbadia "Abdijbrug" is een historische Romeinse boogbrug tussen de Etruskische plaatsen Vulci en Tarquinia in de Italiaanse provincie Viterbo in Lazio.
De huidige brug stamt uit ca. 90 v.Chr. en is mogelijk gebouwd op de resten van een eerdere Etruskische brug. De brug wordt ook wel Ponte del Diavolo "Duivelsbrug" genoemd en loopt heden naar de middeleeuwse burcht Castello dell’Abbadia, een voormalig klooster van de Cisterciënzers dat heden dienst doet als archeologisch museum voor de vondsten uit het nabijgelegen Vulci.